# Alfdorf
Alfdorf è un comune tedesco di 7 263 abitanti, situato nel land del Baden-Württemberg.